# Sigeberto I
Sigeberto I (535 circa – Vitry, novembre o dicembre 575) è stato un re franco della dinastia dei merovingi che, dal 561 alla morte, regnò sull'Austrasia.

## Origini
Era il figlio quintogenito (il vescovo Gregorio di Tours lo elenca come quarto figlio]) del re dei Franchi Sali della dinastia merovingia Clotario I e, sempre secondo san Gregorio di Tours, della sua terza moglie, Ingonda, di cui non si conoscono gli ascendenti.

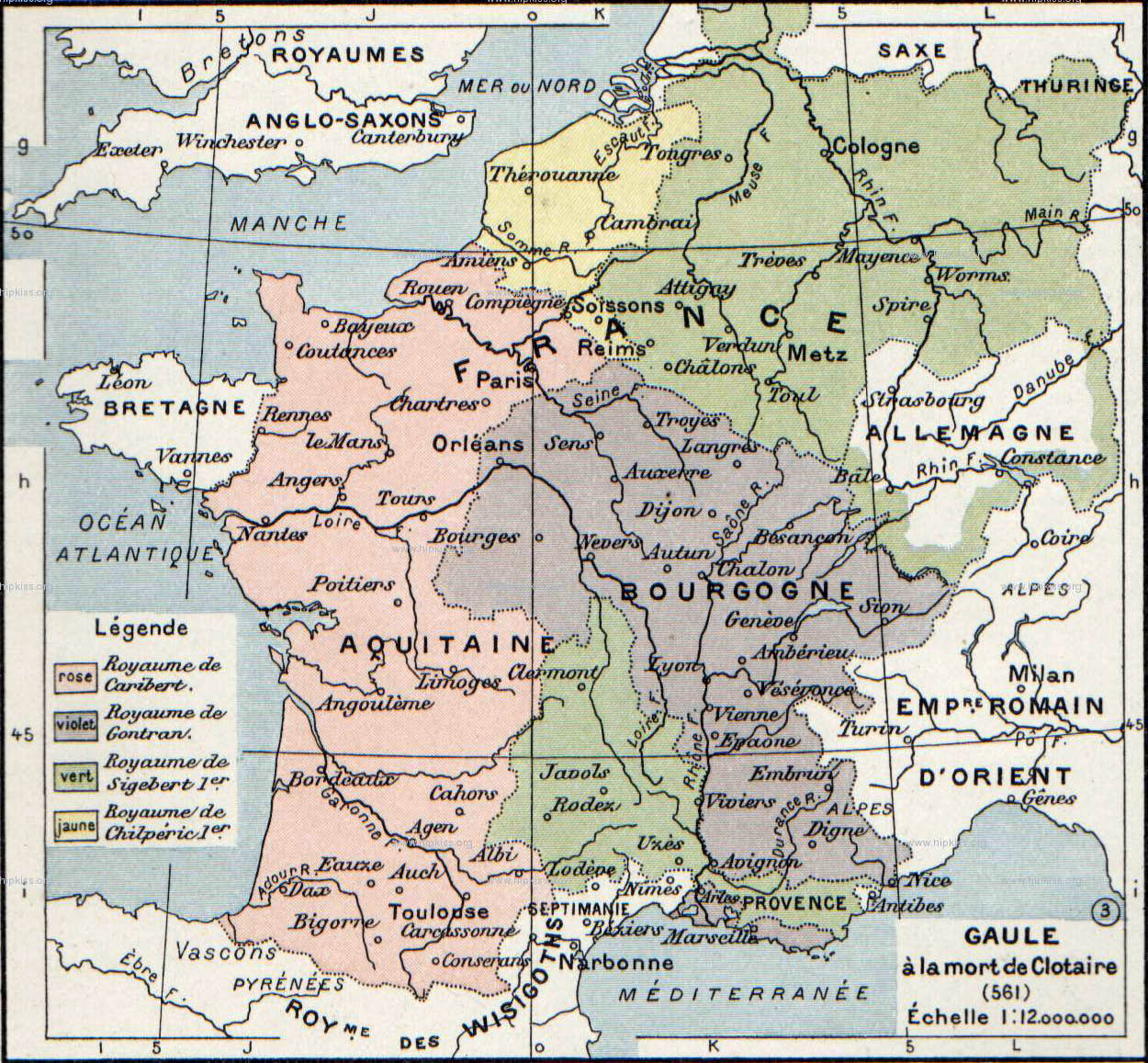
Divisione del regno di Clotario I

Il regno dei Franchi nel 567, dopo la morte di Cariberto

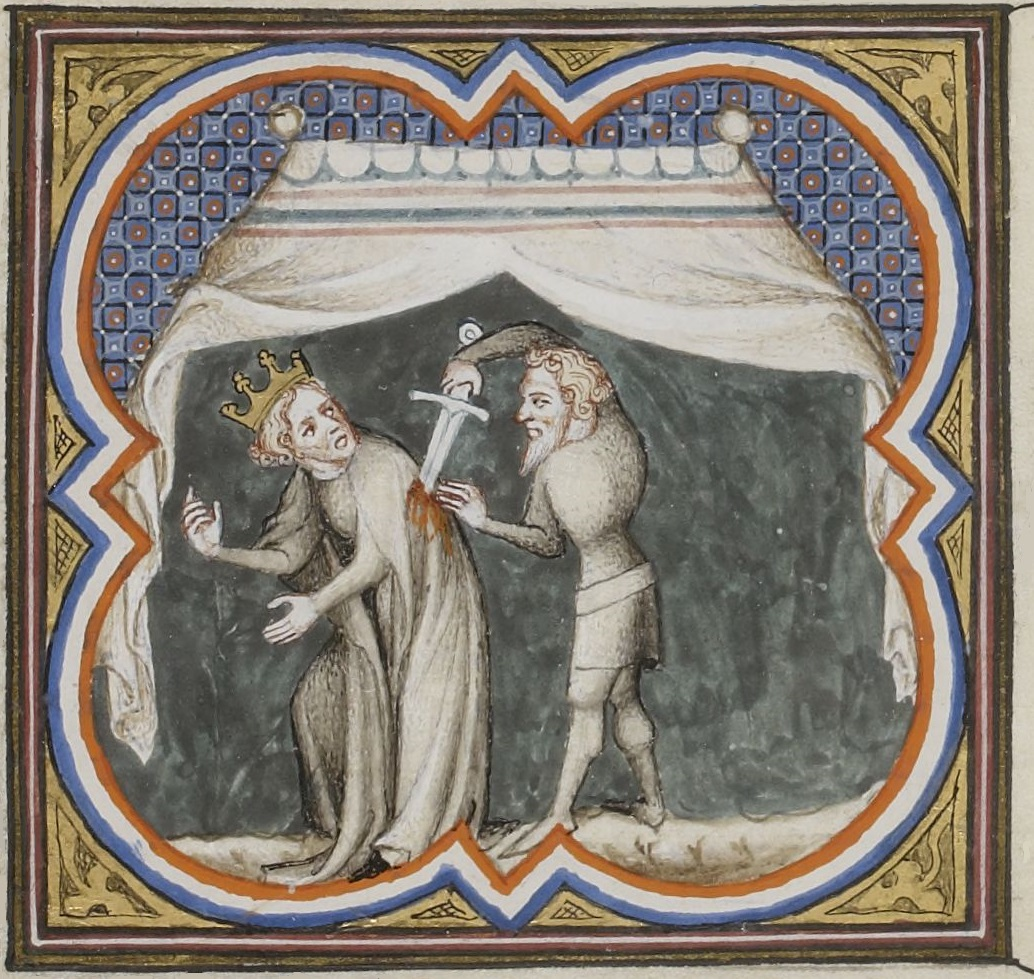
Miniatura dell'assassinio di Sigeberto I.

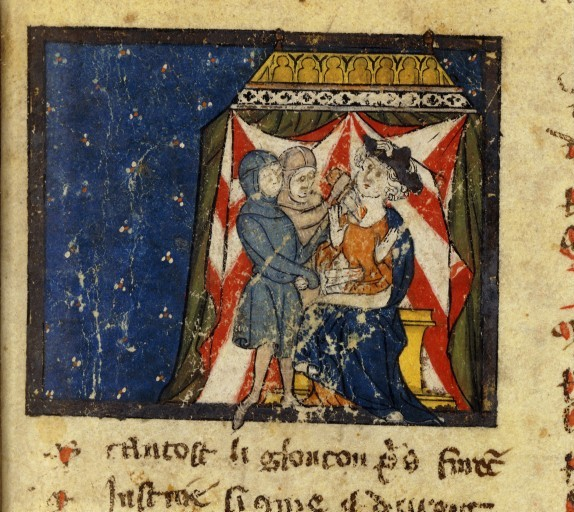
Assassinio di Sigeberto I, di Roman de Renart, 1314 circa.

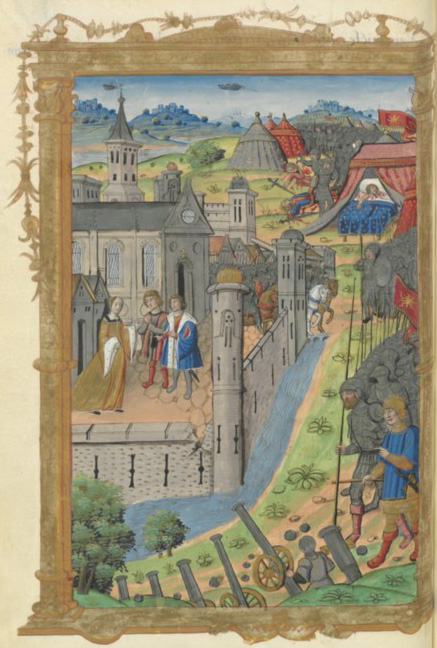
Assassinio di Sigeberto I, all'assedio di Tournai, di Guillaume Crétin.

## Biografia
Alla morte del padre, nel 561, sempre secondo Gregorio di Tours e confermato anche dalle cronache del vescovo Mario di Avenches, i quattro figli di Clotario I che erano ancora in vita si divisero il regno in quattro parti e a Sigeberto toccò quello che era stato il regno dello zio Teodorico, il regno di Metz (o Reims), cioè l'Austrasia.
Fin dall'inizio il suo regno fu caratterizzato dagli scontri con il fratellastro Chilperico I, re della vicina Neustria.
Chilperico, approfittando del fatto che Sigeberto era impegnato a contrastare gli Avari che premevano sul fronte germanico, riuscì a conquistare Reims.
Sigeberto, dopo avere sconfitto gli Avari, marciò contro Chilperico, riuscendo ad occupare Soissons, capitale del suo regno e a catturare Teodeberto, il maggiore dei suoi figli, che poi gli restituì, in buona salute, l'anno successivo.
Nel 566 un altro evento suscitò l'invidia di Chilperico I: nell'ottica dell'alleanza con i Visigoti, il matrimonio di Sigeberto I con la principessa Brunechilde (Mérida, circa 543 – Renève, autunno 613), figlia del re dei Visigoti di Spagna, Atanagildo e di Gosvinta dei Balti (?-589). Brunechilde, che oltre ad essere bella e con una ricca dote, era anche intelligente ed istruita, lasciato l'arianesimo, abbracciò la fede cattolica.
Nel 567 Chilperico I, invidioso del fratellastro, dopo avere ripudiato la prima moglie, Audovera, chiese ad Atanagildo la mano di Galsuinda, la sorella maggiore di Brunechilde, che gli fu concessa. Ma l'anno dopo la fece assassinare per sposare la sua favorita, Fredegonda.
Dopo la morte nel 567 senza eredi maschi del fratello, il re di Parigi Cariberto I, il regno di Parigi venne diviso tra Sigeberto, il fratello Gontrano ed il fratellastro Chilperico I, per cui Sigeberto estese i suoi domini, ottenendo le città di Tours e Poitiers.
Dopo la morte di Galsuinda Sigeberto, sollecitato dalla moglie Brunechilde, per vendicare la morte della cognata mosse guerra a Chilperico, nuovo re di Neustria e dopo una serie di battaglie vittoriose (si alleò anche con gli Alemanni) ottenne, grazie anche alla mediazione del fratello Gontrano di Borgogna, quei territori che Galsuinda aveva portato in dote al marito (tra cui le città di Limoges e Cahors).
Nel 575, attaccato nuovamente da Chilperico, Sigeberto occupò la Neustria e ne venne acclamato re. Subito dopo venne fatto assassinare da due sicari di Fredegonda.
Sigeberto fu inumato a Lambres e, solo in un secondo tempo, i suoi resti furono traslati a Soissons, nella chiesa di san Medardo.
La corona di Austrasia passò al figlioletto Childeberto II, di soli cinque anni: la reggenza venne esercitata dalla madre Brunechilde.
 mentre la figlia, Ingonda, fu invece data in sposa al principe Ermenegildo per consolidare l'alleanza tra Franchi e Visigoti.
Sigeberto ebbe un ottimo rapporto con Venanzio Fortunato, che gli dedicò elogi e panegirici come a tutti gli altri re dei Franchi.

## Discendenza
Sigeberto da Brunechilde ebbe tre figli:
- Ingonda (568-585), che sposò Ermenegildo, l'erede al trono del regno dei Visigoti
- Childeberto (570-596), che divenne re dei Franchi di Austrasia e di Burgundia
- Clodesinde (575 - dopo il 594), che fu fidanzata prima del 590 con il re dei Longobardi Autari e poi, nel 594, con il re dei Visigoti Recaredo I[10]

## Ascendenza
|             |   |                            | Genitori |  |  | Nonni |  |  | Bisnonni     |  |  | Trisnonni |  |
|             |   |                            |          |  |  |       |  |  | Childerico I |  |  | Meroveo   |  |
|             |   |                            |          |  |  |       |  |  | Childerico I |  |  | Meroveo   |  |
|             |   | …                          |          |  |  |       |  |  | Childerico I |  |  |           |  |
| Clodoveo I  |   |                            |          |  |  |       |  |  | Childerico I |  |  |           |  |
|             |   | Basina                     | …        |  |  |       |  |  |              |  |  |           |  |
|             |   | Basina                     | …        |  |  |       |  |  |              |  |  |           |  |
|             |   | Basina                     | …        |  |  |       |  |  |              |  |  |           |  |
| Clotario I  |   | Basina                     |          |  |  |       |  |  |              |  |  |           |  |
|             |   | Chilperico II dei Burgundi | Gundioco |  |  |       |  |  |              |  |  |           |  |
|             |   | Chilperico II dei Burgundi | Gundioco |  |  |       |  |  |              |  |  |           |  |
|             |   | Chilperico II dei Burgundi | …        |  |  |       |  |  |              |  |  |           |  |
| Clotilde    |   | Chilperico II dei Burgundi |          |  |  |       |  |  |              |  |  |           |  |
|             |   | …                          | …        |  |  |       |  |  |              |  |  |           |  |
|             |   | …                          | …        |  |  |       |  |  |              |  |  |           |  |
|             |   | …                          | …        |  |  |       |  |  |              |  |  |           |  |
| Sigeberto I |   | …                          |          |  |  |       |  |  |              |  |  |           |  |
|             | … | …                          |          |  |  |       |  |  |              |  |  |           |  |
|             | … | …                          |          |  |  |       |  |  |              |  |  |           |  |
|             | … | …                          |          |  |  |       |  |  |              |  |  |           |  |
| …           | … |                            |          |  |  |       |  |  |              |  |  |           |  |
|             |   | …                          | …        |  |  |       |  |  |              |  |  |           |  |
|             |   | …                          | …        |  |  |       |  |  |              |  |  |           |  |
|             |   | …                          | …        |  |  |       |  |  |              |  |  |           |  |
| Ingonda     |   | …                          |          |  |  |       |  |  |              |  |  |           |  |
|             |   | …                          | …        |  |  |       |  |  |              |  |  |           |  |
|             |   | …                          | …        |  |  |       |  |  |              |  |  |           |  |
|             |   | …                          | …        |  |  |       |  |  |              |  |  |           |  |
| …           |   | …                          |          |  |  |       |  |  |              |  |  |           |  |
|             |   | …                          | …        |  |  |       |  |  |              |  |  |           |  |
|             |   | …                          | …        |  |  |       |  |  |              |  |  |           |  |
|             |   | …                          | …        |  |  |       |  |  |              |  |  |           |  |
|             |   | …                          |          |  |  |       |  |  |              |  |  |           |  |

### Fonti primarie
- (LA)  Gregorio di Tours, Historia Francorum Testo disponibile su Wikisource.
- (LA)  Paolo Diacono, Historia Langobardorum Testo disponibile su Wikisource.

### Letteratura storiografica
- Christian Pfister, La Gallia sotto i Franchi merovingi. Vicende storiche, in Storia del mondo medievale - Vol. I, Cambridge, Cambridge University Press, 1978,  pp. 688-711.
- Christian Pfister, La Gallia sotto i Franchi merovingi, istituzioni, in Storia del mondo medievale - Vol- I, Cambridge, Cambridge University Press, 1978,  pp. 712-742.
- Rafael Altamira, La Spagna sotto i visigoti, in Storia del mondo medievale - Vol. I, Cambridge, Cambridge University Press, 1978,  pp. 743-779.